# Toon Boom Animation
Toon Boom Animation — канадская компания по производству программного обеспечения, которая специализируется на программах для производства анимации. «Космический джем» был первым анимационным фильмом использовавшим программное обеспечение Toon Boom.

## Обзор
Toon Boom Animation являются мировым лидером в анимационном программном обеспечении. Его продукты являются стандартом для индустрии. Основным конкурентом является Adobe Animate. Программа отличается обширными возможностями и набором инструментов.

## История
В 1996 году Toon Boom приобрел бизнес по разработке программного обеспечения студии анимации USA. Его услуги по производству анимации должны были быть объединены с CST Entertainment в соответствии с преждевременным пресс-релизом от CST. Это слияние никогда не состоялось, и студия USAnimation сменила название на VirtualMagic Animation в 1996 году и работала независимо. Toon Boom Animation продолжили разработку программного обеспечения USAnimation, которое стало Toon Boom Opus. С тех пор она стала Toon Boom Harmony.
Президент-основатель и главный исполнительный директор Жак Билодо покинул компанию в мае 2003 года, и совет директоров компании назначил главного операционного директора Джоан Фогелесанг на его место.
В 2006 году Toon Boom приобрел французскую компанию Pegs’n Co, разработчика программного обеспечения для 2D-растровой анимации под названием Pegs. С момента приобретения программное обеспечение не было обновлено и больше не может быть приобретено.
В 2009 году Toon Boom приобрела британскую компанию Cambridge Animation Systems, разработчика Animo. С момента приобретения программное обеспечение не было обновлено и больше не может быть приобретено.
В 2012 году Toon Boom был приобретен Corus Entertainment. 9 марта 2016 года компания Toon Boom приобрела всю связанную с ней IP для продукта TACTIC Studio, инструмента управления активами, отслеживания производства и анализа, у компании Southpaw Technology Inc. в Торонто и планировала перезапустить продукт под именем Toon Boom Producer.
Главный исполнительный директор и президент Джоан Фогелесанг ушли в отставку в сентябре 2014 года после более 16 лет работы в Toon Boom, а Пол Гарднер был назначен временным генеральным директором.
В 2016 году Toon Boom купил TACTIC Studio у компании Southpaw Technology.
13 июня 2017 года компания Toon Boom провела ребрендинг и выпустила программу Producer.

### Исторические продукты
Toon Boom Opus (1996—2008) — ранее USAnimation, он использовался в традиционной индустрии кино / телевизионной анимации.
Tic Tac Toon (1996—2001) — сменил Toon Boom Studio.
Toon Boom Studio (2001—2015) — нацелен на домашних пользователей и частных лиц. Преуспел в Основах Toon Boom Harmony.
Концерт Toon Boom (2004—2005)
Toon Boom Solo (2005—2007) — нацелен на небольшие студии. Преемник Toon Boom Digital Pro.
Toon Boom Digital Pro (2007—2009) — сменил Toon Boom Animate Pro.
Toon Boom Pencil Check Pro (2008—2014) — линейный программный продукт для тестирования.
Toon Boom Animate (2008—2015) — предназначен для профессиональных аниматоров, студий-бутиков, студентов и преподавателей. Преемник Toon Boom Harmony Advanced.
Toon Boom Manager (2009—2014) — система отслеживания производства для индустрии развлечений.
Toon Boom Animate Pro (2009—2015) — предназначен для анимационных студий и фрилансеров.
Линейка продуктов Flip Boom (выпущена в 2014 году) — программное обеспечение для анимации начального уровня.
Garfield’s Comic Boom (выпуск прекращен в 2014 году) — программный продукт для создания комиксов или альбомов, разработанный мультипликатором Джимом Дэвисом. В приложение включены встроенные видеоуроки от карикатуристов.

## Клиентами являются
- Walt Disney Animation Studios
- Walt Disney Television Animation
- Warner Bros. Animation
- China Central Television
- Xilam
- Cartoon Network
- Rough Draft Korea
- FOX
- Universal Animated Studio

и многие другие.

## Продукты
Toon Boom Harmony — программное обеспечение для 2-d анимации. Имеет три разновидности которые отличаются по возможностям программ и ценой.
- Toon Boom Harmony Essentials — нацелена на начинающих пользователей и имеет маленькую цену и базовый функционал.
- Toon Boom Harmony Advanced — нацелена на небольшие анимационные студии и одиночных профессионалов.
- Toon Boom Harmony Premium — самое полное программное обеспечение. Имеет возможность сетевой работы нескольких пользователей, новый инструмент «true pencil», работу с частицами и другие дополнения.

Toon Boom Storyboard Pro — программа для создания раскадровки и аниматика. Имеет одну версию.
Toon Boom Producer — программа сделана для отслеживания производства анимации.
Flip Boom — программы для создания мультфильмов детьми.
- Toon Boom Manager — Программа сделана для отслеживания производства анимации.
- Flip Boom Cartoon, и другая версия её Flip Boom Dodle — Созданная для детей программа для обучения принципам анимации с минимальным набором функций. Была выпущена на Mac App Store.
- Flip Boom Classic — Расширенная версия Cartoon.
- Flip Boom All-Star — Более полная версия Classic
- Flip boom Lite FREE — Первая программа для iPad. Позже перевыпущена для iPhone и iPod Touch.
- Flip Boom Draw — Расширенная версия Lite FREE но только для iPad.

## Популярные мультфильмы сделанные с помощью программы

### DisneyToon Studios
- Король Лев 2: Гордость Симбы (1998)
- Первый фильм Дуга (1999)
- Микки: Однажды под Рождество (1999)
- Приключения Тигрули (2000)
- Экстремальный спорт (2000)
- Русалочка 2: Возвращение в море (2000)
- Каникулы: Прочь из школы (2001)
- Леди и Бродяга 2 (2001)
- Питер Пэн 2: Возвращение в Нетландию (2002)
- Золушка 2: Мечты сбываются (2002)
- Горбун из Нотр-Дама II (2002)
- Тарзан и Джейн (2002)
- Винни Пух: Рождественский Пух (2002)
- 101 далматинец 2: Приключения Патча в Лондоне (2003)
- Книга джунглей 2 (2003)
- Большой фильм про Поросёнка (2003)
- Атлантида 2: Возвращение Майло (2003)
- Новые приключения Стича (2003)
- Любимец учителя (2004)
- Король Лев 3: Хакуна матата (2004)
- Винни Пух: Весенние денёчки с малышом Ру (2004)
- Три мушкетёра. Микки, Дональд, Гуфи (2004)
- Мулан 2 (2005)
- Винни и Слонотоп (2005)
- Тарзан 2 (2005)
- Лило и Стич 2: Большая проблема Стича (2005)
- Винни Пух и Слонотоп Хэллоуин (2005)
- Похождения императора 2: Приключения Кронка (2005)
- Бэмби 2 (2006)
- Лерой и Стич (2006)
- Братец медвежонок 2: Лоси в бегах (2006)
- Лис и охотничий пёс 2 (2006)
- Золушка 3: Злые чары (2007)
- Волшебные истории принцесс Диснея: Следуй за мечтой (2007)
- Русалочка: Начало истории Ариэль (2008)
- Финес и Ферб: Покорение 2-го измерения (2011)

### Walt Disney Animation Studios
- Красавица и Чудовище (1991—2002, эпизод «Human Again» в специальном издании)
- Король Лев (1994, эпизод «Morning Report» в специальном издании)
- Геркулес (1997)
- Мулан (1998)
- Тарзан (1999)
- Похождения императора (2000)
- Атлантида: Затерянный мир (2001)
- Лило и Стич (2002)
- Планета сокровищ (2002)
- Братец медвежонок (2003)
- Не бей копытом (2004)
- Принцесса и лягушка (2009)
- Медвежонок Винни и его друзья (2011)

### Nickelodeon Movies
- Карапузы (1998)
- Карапузы в Париже (2000)
- Арнольд! (2002)
- Дикая семейка Торнберри (2002)
- Карапузы встречаются с Торнберри (2003)
- Губка Боб Квадратные Штаны (2004)
- Winx Club 5 season (2012)

### Warner Bros. Animation
- Космический джем (1996)
- Волшебный меч: В поисках Камелота (1998)
- Стальной гигант (1999)
- Осмосис Джонс (2001)
- Луни Тюнз: Снова в деле (2003)
- Шоу Луни Тюнз (2011)

### Universal Animation Studios
- Любопытный Джордж (2006)
- Любопытный Джордж 2: По следам обезьян (2009)

### 20th Century Fox Animation
- Титан: После гибели Земли (2000)
- Симпсоны в кино (2007)

### DreamWorks Animation
- Принц Египта (1998)
- Дорога на Эльдорадо (2000)
- Спирит: Душа прерий (2002)
- Синдбад: Легенда семи морей (2003)

### Другие
- Хьюго: Звезда экрана (1996)
- Отважный маленький тостер: Путешествие на Марс (1998)
- Оленёнок Рудольф (1998)
- Отважный маленький тостер: Лучший друг (1999)
- Восемь безумных ночей (2002)
- Бен-Гур (2003)
- Сумасшедшие за стеклом: Фильм (2009)
- Мой маленький пони (2017)
- Космический джем: Новое поколение (2021)

### Сериалы
- 6teen
- Американский папаша!
- Бро Таун
- Войны Ди Гата
- Волшебные родители
- Галактический футбол
- Гарольд и фиолетовый мелок
- Гриффины
- Губка Боб Квадратные Штаны
- Джеральд МакБоинг-Боинг
- Джимми Кул
- Дэйв-варвар
- Зомби отель
- Ким Пять-с-Плюсом
- Любопытный Джордж
- Отмороженный: Иван из Юкона
- Роботбой
- Руби Глум
- С приветом по планетам
- Симпсоны
- Смешарики (начиная с 2020 года)
- Соседи из ада
- Турбопёс
- Финес и Ферб
- Хорошая атмосфера (дополнительное программное обеспечение)
- Царь горы
- Шоу Кливленда
- Caillou
- Dick Figures (дополнительное программное обеспечение)
- D’Myna Leagues
- Geronimo Stilton
- Grossology
- Happy Tree Friends
- Juanito Jones
- Life on the Block
- Lucky Fred
- Miniman
- Mischief City
- Monstories
- Mr Baby
- Santa’s Apprentice
- The Large Family
- The Three Baby Triplet
- Totally Spies!(начиная с 7 сезона)
- Toot & Puddle
- Weird Years
- Wilbur
- Willa’s World